# Blue Funnel M-Klasse (1977)
Die M-Klasse (englisch: „M“ class oder „M“ Boats) der britischen Alfred-Holt-Reedereigruppe wurde ab 1977 in sieben Einheiten gebaut. Die Schiffe der M-Klasse entstanden auf zwei verschiedenen Bauwerften und waren als Mehrzweck-Containerschiffe für den Westafrikadienst entwickelt worden. Der Begriff M-Klasse leitete sich von den mit dem Buchstaben „M“ beginnenden Schiffsnamen ab.

## Bau und Einsatz der Schiffe
Die ersten vier Schiffe entstanden 1977 bei der Werft Mitsubishi Heavy Industries in Nagasaki. Der Bauauftrag für dieses Quartett ergab sich als Ersatz aus der Stornierung zweier Großtanker durch den Ölkonzern British Petroleum. Eigner der vier Schiffe war die BP-Tochtergesellschaft Airlease International Nominees (Moorgate), die sie in Langzeitcharter der Alfred-Holt-Tochter Ocean Fleets gab.
Weitere drei Schiffe des Typs wurden 1980 von der Werft Scotts Shipbuilding and Engineering Company in Greenock gebaut. Trotz der traditionellen Blue-Funnel-Namen ging dieses Trio in den Besitz der Alfred-Holt-Tochterreederei Elder Dempster, die die Schiffe in ihren Liniendienst eingliederte.

## Technische Beschreibung
Die M-Klasse-Einheiten waren Mehrzweckschiffe mit achtern angeordneten Aufbauten. Die Schiffe mit einer Tragfähigkeit von gut 21.000 Tonnen verfügten über fünf Laderäume mit Zwischendecks und waren für den Transport von 773, beziehungsweise 795 Containern (TEU) ausgelegt, von denen ein Teil als Kühlcontainer gefahren werden konnte. Der Ladungsumschlag erfolgte mit konventionellem Ladegeschirr. Die M-Klasse-Schiffe von Mitsubishi waren in großen Teilen identisch mit denen der Scott’s-Werft, verfügten jedoch unter anderem über eine abweichende Aufteilung der Laderäume, des Ladegeschirrs und der Aufbauten.
Der Antrieb wurde durch einen auf eine Einzelschraube wirkenden Zweitakt-Dieselmotor des Typs Sulzer RND 76M besorgt.

## Die Schiffe
| Schiffsname | Bauwerft Baunummer | IMO- Nummer | Kiellegung Stapellauf Ablieferung | Auftraggeber Reederei                                   | Umbenennungen und Verbleib |
| ----------- | ------------------ | ----------- | --------------------------------- | ------------------------------------------------------- | --- |
| Menelaus    | Mitsubishi 1806    | 7601530     | 05.01.1977 16.04.1977 27.07.1977  | Airlease International Nominees (Moorgate) Ocean Fleets | 1980 Barber Menelaus → 1984 Menelaus → 1989 Trade Green → 1995 North Sea → 1995 MSC Nicole → 1997 North Sea, am 14. Januar 2001 zum Abbruch in Alang eingetroffen |
| Memnon      | Mitsubishi 1807    | 7601542     | 07.03.1977 28.05.1977 31.08.1977  | Airlease International Nominees (Moorgate) Ocean Fleets | 1980 Barber Memnon → 1984 Memnon → 1984 Lloyd San Francisco → 1986 Memnon → 1989 Hai Xiong, am 28. Dezember 2001 zum Abbruch in Mumbai eingetroffen |
| Melampus    | Mitsubishi 1808    | 7601554     | 18.04.1977 09.07.1977 18.11.1977  | Airlease International Nominees (Moorgate) Ocean Fleets | 1989 CMB Ebony → 2000 Ebony → 2001 Delmas Bandia → 2002 Ebony, am 2. Oktober 2002 zu Abbruch in Alang eingetroffen |
| Menestheus  | Mitsubishi 1809    | 7601566     | 01.06.1977 27.08.1977 28.12.1977  | Airlease International Nominees (Moorgate) Ocean Fleets | 1980 Barber Menestheus → 1984 Menestheus → 1984 Lloyd Paranna → 1985 Menestheus → 1986 Apapa Palm → 1988 CMB Esprit → 1992 Woermann Expert → 2000 Expert → 2001 Delmas Sycamore → 2006 Expert → 2007 Clipper Itajai II → 2007 King Spirit, am 14. Oktober 2010 zum Abbruch in Alang eingetroffen und dort am 25. Oktober 2010 auf den Strand gesetzt |
| Maron       | Scott’s 749        | 7719026     | 20.12.1977 26.04.1979 07.05.1980  | Ocean Transport & Trading Ocean Fleets                  | 1981 Studland Bay → 1983 Maron → 1986 Baltic Adventurer → 1986 Rainbow Avenue → 1989 Merchant Patriot → 1989 CMB Enterprise → 1990 Woermann Ubangi → 1991 Merchant Patriot → 1992 Lanka Amitha → 1994 Merchant Patriot, am 30. Dezember 1997 leckgeschlagen und am 25. Juni 1998 zum Abbruch in Tuxpan eingetroffen                                  |
| Mentor      | Scott’s 750        | 7719038     | 20.01.1978 08.08.1979 22.07.1980  | Ocean Transport & Trading Ocean Fleets                  | 1981 City of London → 1983 Mentor → 1985 Normannia → 1986 ALS Reliance → 1988 Hoegh Normania → 1989 Rickmers Hangzhou → 1990 St. Nikolas I → 1992 DSR-Shanghau → 1994 Palmas → 1994 DG Endeavour → 1995 Tamatiki, am 7. Mai 2001 zum Abbruch in Alang eingetroffen und am 11. Mai 2001 auf den Strand gesetzt                                        |
| Myrmidon    | Scott’s 751        | 7719040     | 23.05.1978 19.02.1980 11.11.1980  | Ocean Transport & Trading Ocean Fleets                  | 1984 Cape Town Carrier → 1985 Myrmidon → 1986 Bello Folawiyo → 1989 CMB Exporter → 1990 Merchant Promise → 1992 Lanka Amila → 1993 Merchant Promise → 1994 Tamamonta, am 13. Januar 2002 zum Abbruch in Alang eingetroffen |